# Michael Lerner (acteur)
Michael Charles Lerner (New York, 22 juni 1941 – Burbank (Californië), 8 april 2023) was een Amerikaans acteur van Roemeens-Joodse afkomst. Hij werd in 1992 voor een Academy Award genomineerd voor zijn bijrol als Jack Lipnick in Barton Fink. Hij was evenals zijn broer Ken Lerner sinds meer dan dertig jaar actief in films en televisieseries.
Lerner debuteerde in 1970 op het witte doek als Leo in Alex in Wonderland. Sindsdien speelde hij meer dan zestig filmrollen, meer dan negentig inclusief die in televisiefilms. Daarnaast was Lerner te zien als wederkerend personage in verschillende televisieseries, hoewel zelden in meer dan een handvol afleveringen. Uitzonderingen hierop vormen zijn rollen als rechter Myron Winkleman in Courthouse en die als Mel Horowitz in Clueless (naar de gelijknamige film).
In 1998 waren Lerner en zijn broer Ken allebei te zien in de Amerikaanse filmversie van Godzilla.
Lerner werd 81 jaar oud.

## Filmografie
*Exclusief 30+ televisiefilms
| - X-Men: Days of Future Past (2015) - Mirror Mirror (2012) - A Serious Man (2009) - Life During Wartime (2009) - Yonkers Joe (2008) - A Dennis the Menace Christmas (2007) - Flattest (2007) - Slipstream (2007) - The Last Time (2006) - Love and Other Disasters (2006) - Art School Confidential (2006) - When Do We Eat? (2005) - Poster Boy (2004) - The Calcium Kid (2004) - Larceny (2004) - Nobody Knows Anything! (2003) - Elf (2003) - 101 Dalmatiërs II: Het avontuur van Vlek in Londen (2003, stem) - 29 Palms (2002) - Mockingbird Don't Sing (2001) - Attention Shoppers (2000) - The Mod Squad (1999) - My Favorite Martian (1999) - Celebrity (1998) - Safe Men (1998) - Godzilla (1998) - Tale of the Mummy (1998) - Desperation Boulevard (1998) - For Richer or Poorer (1997) - The Beautician and the Beast (1997) - No Way Back (1995) - A Pyromaniac's Love Story (1995) - Girl in the Cadillac (1995) - The Road to Wellville (1994) | - Radioland Murders (1994) - No Escape (1994) - Blank Check (1994) - Amos & Andrew (1993) - Newsies (1992) - Barton Fink (1991) - The Closer (1990) - Maniac Cop 2 (1990) - Harlem Nights (1989) - Eight Men Out (1988) - Vibes (1988) - Any Man's Death (1988) - Angustia (1987) - Movers & Shakers (1985) - Strange Invaders (1983) - Class Reunion (1982) - Threshold (1981) - The Postman Always Rings Twice (1981) - Borderline (1980) - Coast to Coast (1980) - The Baltimore Bullet (1980) - Goldengirl (1979) - Outlaw Blues (1977) - The Other Side of Midnight (1977) - St. Ives (1976) - Hangup (1974) - Newman's Law (1974) - Busting (1974) - The Candidate (1972) - The Ski Bum (1971) - Alex in Wonderland (1970) |

## Televisieseries
*Exclusief eenmalige gastrollen
- Law & Order: Special Victims Unit - Morty Berger (2003-2006, twee afleveringen)
- Kingdom Hospital - Sheldon Fleischer (2004, drie afleveringen)
- Clueless - Mel Horowitz (1996-1997, zeventien afleveringen)
- Courthouse - Judge Myron Winkleman (1995, elf afleveringen)
- Hill Street Blues - Rollie Simone (1983-1985, drie afleveringen)
- The Rockford Files - Arnold Love (1974-1976, twee afleveringen)
- Starsky and Hutch - Fat Rolly (1975, twee afleveringen)

- Biblioteca Nacional de España: XX1302309
- Bibliothèque nationale de France: cb14553930r (data)
- International Standard Name Identifier: 0000 0000 7823 7834
- Library of Congress Control Number: no96046062
- Nationale Bibliotheek van Israël: 987007454827505171
- Système universitaire de documentation: 16205162X
- Virtual International Authority File: 73448906
- WorldCat: E39PBJmpgD7BM47yppcVP9cByd